# Method Man & Redman
Method Man & Redman (anche noti come Meth & Red, Red & Mef, John Blaze and Funk Doc o Funk Doctor Spock and Johnny Blaze) sono un duo hip hop statunitense formatosi nel 1994 e composto dai rapper East Coast statunitensi Method Man (del Wu-Tang Clan) e Redman (della Def Squad). Nel 1994 firmano con la Def Jam Recordings sia come artisti solisti sia come duo, producendo il primo album collaborativo nel 1999, Blackout!. L'anno seguente, la RIAA certifica Blackout! disco di platino. Dieci anni dopo esce il secondo disco, Blackout! 2.
Nel 2001 recitano assieme nella commedia cinematografica Due sballati al college (How High) e nel 2004 sono protagonisti della sit-com di breve durata della Fox Method & Red, tuttavia hanno rinnegato la serie a causa della mancanza di controllo creativo.
Il duo è presente, tra gli altri album, anche in All Eyez on Me (1996) di 2Pac e nell'album postumo di The Notorious B.I.G. Born Again (1999). Tra i diversi singoli pubblicati dal duo, il primo, How High, è quello di maggior successo commerciale: arriva alla posizione numero 13 tra le Hot 100, secondo tra i brani rap ed è disco d'oro certificato dalla RIAA.

## Discografia

### Album
- 1999 – Blackout!
- 2001 – How High: The Soundtrack
- 2009 – Blackout! 2

### Mixtape
- 2009 – Lights Out